# Kinh Châu
Kinh Châu (giản thể: 荆州; phồn thể: 荊州; bính âm: Jīngzhōu) là một thành phố (địa cấp thị) thuộc tỉnh Hồ Bắc của Trung Quốc, nằm bên sông Dương Tử với dân số 6,3 triệu người, trong đó dân nội thành 5,56 triệu người.

## Địa lý
Diện tích: 14.067 km². Địa hình cao hơn về phía tây và thấp hơn về phía đông. Thành phố này được bao phủ bởi một hệ thống đường thủy và các hồ. Kinh Châu nằm giữa trung đoạn của Trường Giang (長江) ở đồng bằng Giang Hán. Về phía đông là thành phố Vũ Hán và về phía tây là khu vực Tam Hiệp, về phía nam là tỉnh Hồ Nam và phía bắc là thành phố Kinh Môn (荆门, diện tích 1980473 km2

## Các đơn vị hành chính
Thành phố Kinh Châu có các đơn vị hành chính:
- 2 quận (khu): Kinh Châu (荆州, Jīngzhōu), và Sa Thị (沙市, Shāshì)
- 4 thành phố cấp huyện (huyện cấp thị): Tùng Tư (松滋, Sōngzī), Thạch Thủ (石首, Shíshǒu), Hồng Hồ (洪湖, Hónghú), Giam Lợi (监利, Jiānlì)
- 2 huyện: Giang Lăng (江陵, Jiānglíng), Công An (公安, Gōng'ān)

## Lịch sử
Kinh Châu đã từng là trung tâm vận tải và phân phối hàng hóa từ thời xa xưa. 6000 năm trước, con người đã sinh sống ở Kinh Châu, tạo ra nền văn hóa Đại Khê (大溪文化).
Thành phố cổ Kinh Châu nằm ở khu vực ngày nay là quận Giang Lăng của Kinh Châu. Kinh Châu tọa lạc ở trung độ của Trường Giang, một nơi có tầm quan trọng chiến lược về mặt quân sự thời đó.
Kinh Châu là kinh đô của 20 vị vua trong 411 năm của nước Sở trong thời Xuân Thu và Chiến Quốc (dưới thời nhà Chu).
Người ta cho rằng, thành phố được Quan Vũ cho xây dựng bằng đất vào thời kỳ Tam Quốc. Trong thời kỳ Nam-Bắc triều, đây là kinh đô của Tề Hòa Đế (齊和帝) nhà Nam Tề, Lương Nguyên đế, và Hậu Lương; trong thời kỳ Ngũ đại thập quốc, đây là kinh đô của quốc gia Nam Bình.

## Cơ cấu dân số
Kinh Châu có các dân tộc sau: Hán, Hồi, Mãn Châu, Thổ Gia, Hmông hay Miêu và Mông Cổ.
30°21′13″B 112°11′24″Đ / 30,35361°B 112,19°Đ